# Ренді Гілльє
Ренді Гілльє (англ. Randy Hillier, нар. 30 березня 1960, Торонто) — канадський хокеїст, що грав на позиції захисника.
Володар Кубка Стенлі. Провів понад 500 матчів у Національній хокейній лізі. 

## Ігрова кар'єра
Хокейну кар'єру розпочав 1977 року.
1980 року був обраний на драфті НХЛ під 102-м загальним номером командою «Бостон Брюїнс». 
Протягом професійної клубної ігрової кар'єри, що тривала 12 років, захищав кольори команд «Піттсбург Пінгвінс», «Бостон Брюїнс», «Нью-Йорк Айлендерс», «Баффало Сейбрс» та «Клагенфурт».
Загалом провів 571 матч у НХЛ, включаючи 28 ігор плей-оф Кубка Стенлі.

## Тренерська кар'єра
З 1998 по 2004 асистент головного тренера «Піттсбург Пінгвінс».
Наразі працює в одній з інвестиційних компаній Піттсбурга.

## Нагороди та досягнення
- Володар Кубка Стенлі в складі «Піттсбург Пінгвінс» — 1991.

## Статистика
| Сезон        | Клуб                 | Ліга         | Регулярний сезон | Регулярний сезон | Регулярний сезон | Регулярний сезон | Регулярний сезон | Плей-оф | Плей-оф | Плей-оф | Плей-оф | Плей-оф |
| Сезон        | Клуб                 | Ліга         | І                | Г                | П                | О                | ШХ               | І       | Г       | П       | О       | ШХ      |
| ------------ | -------------------- | ------------ | ---------------- | ---------------- | ---------------- | ---------------- | ---------------- | ------- | ------- | ------- | ------- | ------- |
| 1977–78      | «Садбері Вулвс»      | ОХЛ          | 60               | 1                | 14               | 15               | 67               | —       | —       | —       | —       | —       |
| 1978–79      | «Садбері Вулвс»      | ОХЛ          | 61               | 9                | 25               | 34               | 173              | —       | —       | —       | —       | —       |
| 1979–80      | «Садбері Вулвс»      | ОХЛ          | 60               | 16               | 49               | 65               | 143              | —       | —       | —       | —       | —       |
| 1980–81      | «Спрингфілд Індіанс» | АХЛ          | 64               | 3                | 17               | 20               | 105              | 6       | 0       | 2       | 2       | 36      |
| 1981–82      | «Бостон Брюїнс»      | НХЛ          | 25               | 0                | 8                | 8                | 29               | 8       | 0       | 1       | 1       | 16      |
| 1981–82      | «Ері Блейдс»         | АХЛ          | 35               | 6                | 13               | 19               | 52               | —       | —       | —       | —       | —       |
| 1982–83      | «Бостон Брюїнс»      | НХЛ          | 70               | 0                | 10               | 10               | 99               | 3       | 0       | 0       | 0       | 4       |
| 1983–84      | «Бостон Брюїнс»      | НХЛ          | 69               | 3                | 12               | 15               | 125              | —       | —       | —       | —       | —       |
| 1984–85      | «Піттсбург Пінгвінс» | НХЛ          | 45               | 2                | 19               | 21               | 56               | —       | —       | —       | —       | —       |
| 1985–86      | «Балтимор Скіпджекс» | АХЛ          | 8                | 0                | 5                | 5                | 14               | —       | —       | —       | —       | —       |
| 1985–86      | «Піттсбург Пінгвінс» | НХЛ          | 28               | 0                | 3                | 3                | 53               | —       | —       | —       | —       | —       |
| 1986–87      | «Піттсбург Пінгвінс» | НХЛ          | 55               | 4                | 8                | 12               | 97               | —       | —       | —       | —       | —       |
| 1987–88      | «Піттсбург Пінгвінс» | НХЛ          | 55               | 1                | 12               | 13               | 144              | —       | —       | —       | —       | —       |
| 1988–89      | «Піттсбург Пінгвінс» | НХЛ          | 68               | 1                | 23               | 24               | 141              | 9       | 0       | 1       | 1       | 49      |
| 1989–90      | «Піттсбург Пінгвінс» | НХЛ          | 61               | 3                | 12               | 15               | 71               | —       | —       | —       | —       | —       |
| 1990–91      | «Піттсбург Пінгвінс» | НХЛ          | 31               | 2                | 2                | 4                | 32               | 8       | 0       | 0       | 0       | 24      |
| 1991–92      | «Сан-Дієго Галлс»    | ІХЛ          | 6                | 0                | 2                | 2                | 4                | —       | —       | —       | —       | —       |
| 1991–92      | «Нью-Йорк Айлендерс» | НХЛ          | 8                | 0                | 0                | 0                | 11               | —       | —       | —       | —       | —       |
| 1991–92      | «Баффало Сейбрс»     | НХЛ          | 28               | 0                | 1                | 1                | 48               | —       | —       | —       | —       | —       |
| 1992–93      | «Клагенфурт»         | Австрія      | 23               | 2                | 9                | 11               | 0                | —       | —       | —       | —       | —       |
| Усього в НХЛ | Усього в НХЛ         | Усього в НХЛ | 543              | 16               | 110              | 126              | 906              | 28      | 0       | 2       | 2       | 93      |